# 刘波 (1982年)
刘波（1982年6月—），安徽淮南人，中国科学技术大学教授，教育部青年长江学者。

## 生平
2003年本科毕业于安徽师范大学，2006年于首都师范大学获硕士学位，2009年于日本神户大学获博士学位。先后在德国鲁尔大学和卡尔斯鲁厄大学、英国利物浦大学访问研究。2015年入职中国科学技术大学，现任中国科学技术大学化学与材料科学学院教授、博士生导师。

## 学术贡献
主要从事功能性多孔材料和能源化学相关研究工作，在J. Am. Chem. Soc.、Angew. Chem. Int. Ed.、Nat. Commun.、Adv. Funct. Mater.等国际期刊发表论文50余篇。